# 石生
石 生（せき せい、? - 333年）は、五胡十六国時代後趙の皇族。後趙の初代皇帝石勒の養子。

## 生涯
石勒の挙兵に付き従い、将軍に任じられてその養子となった。
320年1月、東晋の司州刺史李矩が前趙領の金墉（洛陽城内の西北の角にある小城）を攻略すると、前趙の将軍左中郎将宋始・振威将軍宋恕・尹安・趙慎は寝返って洛陽ごと後趙に降伏した。その為、石勒の命により、石生は宋始らの受け入れの任に当たった。だが、彼らは心変わりして李矩に投降してしまい、李矩は潁川郡太守郭黙に兵を与えて洛陽に入らせた。その為、石生は宋始軍を攻撃すると、これを破って将兵を尽く捕虜とし、黄河を渡って北へ引き上げた。
後に衛将軍・司州刺史に任じられた。
323年、石生は陽翟を守る東晋の揚武将軍郭誦を攻撃したが打ち破れず、襄城へ転進して千人余りを捕虜にして帰還した。
324年、石生は前趙領の新安を攻め、河南郡太守尹平を殺害すると、10を超える砦を陥落させ、5000戸余りを奪ってから撤収した。
同年、石生は延寿関から許潁（許昌・潁川）へと侵攻し、1万人余りを捕虜として2万人を降伏させ、遂には康城を陥落させた。だが、東晋の将軍郭誦より猛追を受け、千人余りの兵を失っので、離散した兵をかき集めて康城に籠城した。後趙の汲郡内史石聡はこれを知ると石生救援に向かい、東晋の将軍郭黙・李矩を破って石生を救った。
5月、石生は雍州刺史に任じられると、兵3千を率いて洛陽の金墉城を鎮守した。
その後、河南へ進んで各地を荒らし回った。李矩・郭黙はこれを迎撃したが、石生は幾度も撃ち破った。その為、李矩らは前趙へ降伏の使者を派遣して救援を求めた。前趙の皇帝劉曜はこれに応じ、劉岳を盟津から渡河させ、鎮東将軍呼延謨には荊州・司州の兵を与え、崤澠から東へ進軍させた。劉岳は盟津、石梁の2砦を攻め、これを陥落させて5000余りの首級を挙げた。さらに金墉へ進むと、石生を包囲した。中山公石虎は4万を率いてこれを救援し、劉岳軍を包囲してこれを破り、さらに呼延謨を殺した。
326年4月、石生は汝南へ侵攻し、東晋の内史祖済を捕らえた。
12月、東晋の済岷郡太守劉闓・将軍張闔らが反旗を翻すと、下邳内史夏侯嘉を殺して石生に帰順し、下邳を明け渡した。
328年7月、劉曜は自ら出征して金墉を守る石生を攻撃すると、千金堤を決壊させて水攻めにした。滎陽郡太守尹矩・野王郡太守張進は劉曜に降伏したので、襄国に激震が走った。12月、石勒は自ら軍を率いて洛陽救援に向かうと、劉曜を破ってその身柄を捕らえた。
329年、中山公石虎が前趙の残党勢力が守る上邽へ侵攻すると、石生はこれに従軍し、洛陽の兵を率いて長安に入った。8月、前趙の南陽王劉胤らは数万の兵を率いて長安へと侵攻すると、隴東・武都・安定・新平・北地・扶風・始平の諸郡の戎・夏は皆挙兵して劉胤に呼応した。劉胤が仲橋まで軍を進めると、石生は長安の守りを固めた。9月、石虎は騎兵2万を率いて劉胤を迎え撃ち、これを破った。劉胤が上邽へと敗走すると、石虎は勝利に乗じて追撃を掛け、上邽を攻め落とした。
以後、長安に留まって関中を鎮守した。
330年2月、石勒が趙天王を称すと、石生は河東王に封じられた。
同年、秦州休屠の王羌が反乱を起こすと、氐・羌は一斉にこれに呼応した。石勒の命により、石生は隴城に派遣されて対処に当たった。王羌の兄子である王擢は王羌と不仲であったので、石生は王擢に賄賂を贈って王羌を挟撃した。これにより王羌は大敗して涼州へと敗走した。そして、秦州にいる夷人の豪族5千戸余りを雍州に移した。
333年7月、石勒が崩御すると、皇太子石弘が後を継いだが、丞相となった石虎は朝政を専断し、要職にはみな自らの側近を起用した。10月、石生は洛陽を統治する石朗と呼応し、石虎討伐の兵を挙げた。石生は秦州刺史を自称すると、東晋に使者を派遣して帰順を請うた。石虎は子の石邃に襄国の守備を任せると、自ら歩兵騎兵7万を率いて出撃した。石朗はこれを迎え撃つも敗北を喫し、捕らえられて処刑された。石虎はさらに進軍を続けて長安に到達すると、子の石挺を前鋒大都督に任じた。石生は将軍郭権に鮮卑の渉璝部の兵2万を与えて前鋒に命じ、石虎を迎え撃たせた。また、自らも大軍を統率して後続し、蒲坂まで進んだ。郭権は潼関において石挺軍と激突すると、大勝を挙げて石挺・丞相左長史劉隗らを尽く討ち取り、屍は三百里余りに渡って連なった。これにより、石虎は澠池まで軍を退いた。郭権配下の鮮卑は密かに石虎と通じており、石生を裏切って攻撃に転じた。この時、石生は蒲坂に軍を留めており、石挺が敗れて戦死した事を知らなかったので、鮮卑の反乱に恐れ慄き、単騎で長安へ逃走した。石虎は石生が逃亡したと知ると、軍を進めて入関した。石生は石虎の到来を知ると長安を維持できないと考え、隴上へと移ろうとし、将軍蒋英に長安を守らせた。だが、士卒はみな逃げ散ってしまったため、鶏頭山（鄠県の東にある）へと潜伏した。石虎は長安へ侵攻すると、10日余りでこれを陥落させ、蒋英らを処断した。石生もまた部下の反乱により鶏頭山において殺害された。